# Bleu outremer
Pour les articles homonymes, voir Outremer.

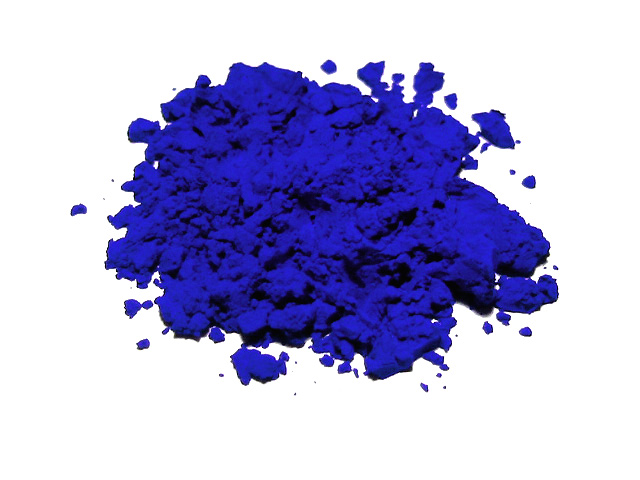
Bleu outremer synthétique.

Le bleu outremer ou outremer est un bleu profond basé sur le pigment thiosulfate d'aluminosilicate de sodium identifié dans le Colour Index sous le code PB29.
Historiquement obtenu par broyage de la pierre fine de lapis-lazuli et parmi les plus chers des pigments, sa synthèse au XIXe siècle en a fait un des moins coûteux.

## Couleur

### Outremer naturel et synthétique
Ogden Rood, au cours de ses expériences sur les peintures, a examiné les rapports des couleurs pour artistes (pâtes colorées) entre elles. Il produit un cercle chromatique pour indiquer les règles de contraste. Dans ce diagramme, il indique l'outremer naturel aux 2/5 du bleu au violet, et l'outremer artificiel aux 4/5. Ces résultats n'ont pas, cependant, de valeur absolument générale. La composition exacte du lapis-lazuli (outremer naturel) varie d'un échantillon à l'autre. Cennino Cennini donne des recettes pour « améliorer » l'outremer naturel en lui ajoutant de la poudre de kermès (carmin) et du bois de campêche. L'outremer artificiel varie en tonalité AFNOR  2,6  à  3,2 . D'autre part la nuance exacte d'une peinture dépend des conditions de sa préparation, notamment du broyage du pigment et du liant. Le bleu outremer est ainsi le pigment du bleu Klein, qui se distingue uniquement par son liant.
Il n'en reste pas moins que le grain d'outremer naturel a une forme irrégulière et présente des arêtes, alors que celui de synthèse a un grain rond et est aussi un peu plus opaque, et que cette différence explique celle de teinte. Dans le domaine de la restauration des œuvres d'art anciennes, on réserve le terme outremer au produit synthétique, tandis qu'on appelle lapis le pigment obtenu à partir de la pierre.
Le nom outremer a fini par désigner des nuances de bleu profond tirant vers le violet, autant qu'un colorant. Au début de sa commercialisation, le bleu de cobalt a été vendu comme outremer de cobalt. Aujourd'hui, l'outremer naturel de lapis-lazuli reste très rare et cher. En peinture pour artistes, la dénomination outremer sans précisions indique le pigment bleu outremer synthétique. Il n'est pas sûr qu'il en soit de même dans les autres cas, quand les fabricants ne précisent pas PB29.

### Usage

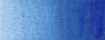
Bleu outremer.

Le bleu outremer ne peut servir, en peinture, que pour certains usages ; il doit coexister avec d'autres bleus.
Sa teinte est d'un bleu chaud qui tire sur le violet. On le trouve en ton clair, moyen et foncé, c'est-à-dire plus ou moins violacé. Il est transparent, avec un pouvoir couvrant moyen, peu siccatif, et s'assombrit dans l'huile.
Sa courbe de réflectance spectrale présente une bosse accentuée vers 450 nm, avec une faible absorption, ce qui en fait un pigment difficile à imiter. Si on recherche sa tonalité avec des mélanges d'autres pigments, on n'arrive pas à la même clarté ; si on désire la clarté, il faut sacrifier la saturation.
L'inconvénient de cette propriété est qu'à la lumière artificielle, il perd de la vivacité ; c'est pourquoi des bleus comme le céruléum et d'autres bleu lumière, moins purs, mais gardant leur couleur à la lumière des bougies, ont toujours trouvé des usages.
Son pouvoir colorant est faible. Mélangé à du blanc, il en faut une assez grande quantité pour obtenir un niveau de coloration déterminé. De ce point de vue, les pigments bleu phtalo donnent une meilleure performance ; et dans cette application, rien ne s'oppose à leur usage.
Dans tous les cas où on mélange du bleu et du jaune pour obtenir un vert, d'autres pigments donneront des couleurs plus lumineuses ou plus saturées.
Il est fixe et solide, bien que sa susceptibilité aux acides empêche son usage en dispersion dans des plastiques comme le PVC.

### Nuanciers
Le nuancier RAL indique 
RAL 5002 Bleu outremer
.
On trouve le bleu outremer dans les nuanciers des fabricants de peintures beaux-arts en plusieurs nuances : 
140 outremer
, 
 055 
outremer foncé, 
 056 
outremer clair, 
 903 
outremer (nuance verte), 
 907 
bleu Lefranc
, 
 380 
outremer foncé
, 
505 outremer foncé, 
506 outremer clair
, 
312 outremer clair, 
315 outremer foncé
.
En peinture pour la décoration, les fabricants proposent 
outremer 2, 
outremer 3, 
outremer 4, 
outremer 5, 
outremer 7
outremer 8
.
En fil à broder, on trouve les nuances 
158 bleu outremer
 ou 
526 bleu outremer
.

## Histoire
Le bleu outremer a été un pigment extrêmement cher jusqu'au XIXe siècle. Le lapis-lazuli à l'origine de sa fabrication était importé d'Afghanistan d'où son nom, du latin ultramarinus, « au-delà des mers ». Sans équivalent du point de vue de la couleur et de la solidité, il était très prisé en peinture malgré ou à cause de son prix, qui témoignait de la richesse du commanditaire et, pour les tableaux de piété, de l'ampleur de son sacrifice.
Dans le premier tiers du XIXe siècle, les chimistes mirent au point un bleu outremer de synthèse (Colour Index PB29). Connu en France comme bleu Guimet, il domina le marché des bleus profonds jusqu'à l'invention, au début du XXe siècle, du bleu phtalo.

### L'outremer naturel
Composé de lazurite bleue (à ne pas confondre avec l'azurite) et de pyrites de fer, le lapis-lazuli résulte de la fusion volcanique. Celui que l'on utilisait en Europe pour la peinture était importé d'Afghanistan, extrait de mines de la vallée de Kokcha, dans le Pamir afghan. On en trouve aussi en Chine, au Tibet et en Asie Centrale.
Les Égyptiens antiques utilisaient le lapis-lazuli. Il forme par exemple le bleu des paupières du sarcophage de Toutânkhamon ; mais on n'a aucune preuve de son emploi comme pigment. Les Grecs et les Romains en tiraient un pigment, mais utilisaient surtout le bleu égyptien ou bleu d'Alexandrie et secondairement l'azurite.

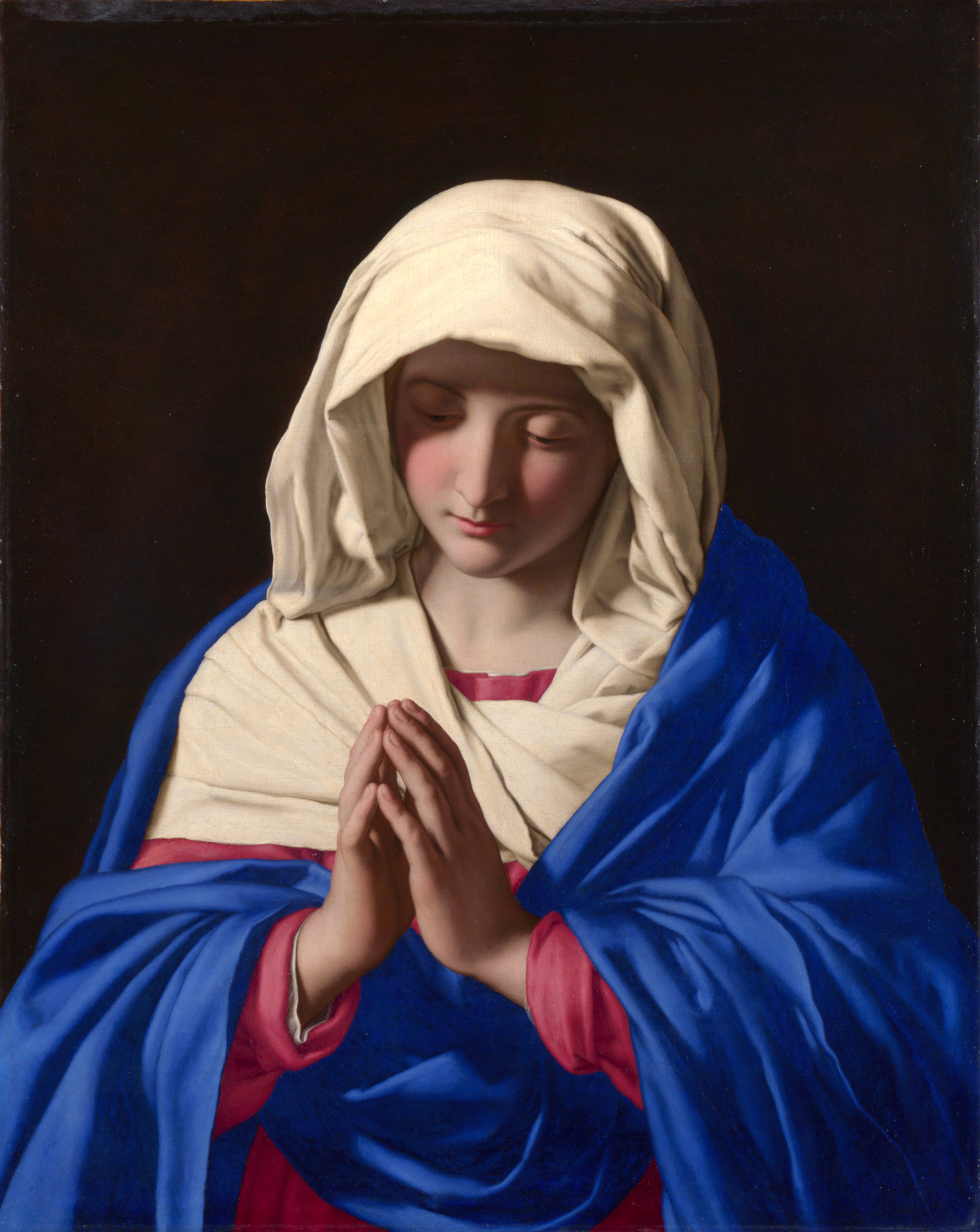
La Vierge en prière, Giovanni Battista Salvi da Sassoferrator vers 1640-1650, National Gallery

L'utilisation du bleu d'outremer se développe au Moyen Âge. Les moines l'utilisent dans les enluminures ; celles du Livre d'heures du maréchal de Boucicaut, vraisemblablement réalisées dans un atelier parisien vers 1407, ne contiennent pas moins de trois bleus de lapis, chacun d'une granulométrie différente.
Les peintres italiens tels que Cimabue, Duccio, Giotto ou Salvi utilisent le bleu d'outremer exclusivement pour leurs sujets religieux, en particulier la représentation de Marie, au point qu'une nuance d'outremer porte son nom : le bleu marial.
L'outremer fut sans doute d'abord importé tout préparé de l'Orient, selon les recettes que l'on trouve dans la littérature alchimique arabe. L'« azzurrum ultramarinum » se trouve dans un recueil de recettes de peinture des premières années du XIVe siècle, qui indique le moyen de séparer la lazurite des autres composants de la pierre de lapis-lazuli. Ces recettes, reprises et précisées jusqu'au XIXe siècle se résument ainsi : « On préparait un mélange de plâtre, de résine, d'huile et de cire qui retenait par ses propriétés de surface les impuretés. » Le bleu obtenu variait de teinte et surtout d'intensité. Le bleu pâli qui s'extrayait des derniers lavages était appelé bleu de cendres d'outremer. Il ne faut pas confondre ces cendres avec le pigment Cendres bleues, qui est un pigment d'azurite, un carbonate de cuivre naturel, ou son équivalent synthétique.
À la Renaissance, le coût de l'outremer est si élevé qu'il se trouve fréquemment spécifié dans les contrats de commande de tableaux. L'obsession de Vermeer pour l'outremer aboutira à sa ruine. Il n'était pas rare que le commanditaire doive lui-même acheter le pigment et le fournir au peintre. Raphaël, Léonard de Vinci et Michel-Ange ont utilisé ce pigment.

### L'outremer de synthèse

#### Recherches
En 1787, lors de son séjour en Italie, l'écrivain allemand Goethe avait remarqué la formation d'une matière bleutée, d'aspect vitreux, sur les revêtements d'un four à chaux, désaffecté après un incendie. « Nous trouvons après l'incendie un type de flux de verre qui va du plus léger bleu à la couleur la plus foncée, ou la plus noire. Ces morceaux sont comme une autre roche, découpés en fines lamelles, suivant la hauteur de leur couleur, et utilisés avec bonheur, à la place du lapis, lors de placage sur des autels, des tombes et autres ornements ecclésiastiques » à Palerme, pour la décoration, en substitution du lapis-lazuli. Cependant, il n'indique pas si cette matière était apte à être moulue pour réaliser un pigment.
Dès 1806, Nicholas Clément et Charles Desormes avaient, par analyse chimique, montré que les silicates d'alumine entraient dans la composition du lapis-lazuli naturel. L'Académie royale des sciences chargea le chimiste Louis-Nicolas Vauquelin de l'analyse de cette matière, qu'il présenta lors de la séance du 22 novembre 1813. Son étude, publiée par la suite dans les Annales de chimie, démontre la grande proximité chimique des masses bleues avec le pigment du lapis-lazuli, et indique les possibilités de fabriquer artificiellement de l'outremer. En 1814, le chimiste Tassaert, son élève et directeur de la manufacture de Saint-Gobain, fabricant de la soude caustique à Chauny, observe des dépôts bleutés dans un four à soude, et remet ses échantillons à Vauquelin.

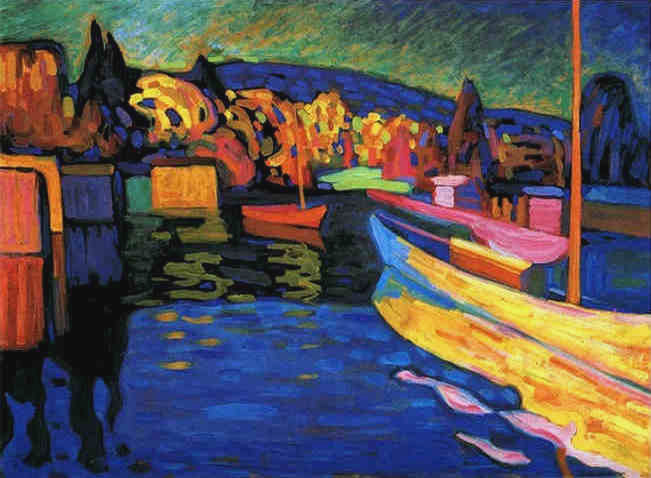
Paysage d'automne avec bateaux, Vassily Kandinsky, 1908

En 1824, la Société d'Encouragement pour l'Industrie Nationale décide d'offrir une récompense de 6 000 francs à celui qui découvrirait un moyen permettant de fabriquer le bleu outremer artificiellement à moins de 300 francs le kilogramme. Les industriels cherchèrent à synthétiser ce composé chimique à partir de l'argile, qui contient également des silicates d'alumine.
L'industriel lyonnais, Jean-Baptiste Guimet, aussi inventeur et constructeur, obtient des résultats concluants en juillet 1826. Il reçoit le 4 février 1828 la récompense, sur présentation officielle de sa découverte. Le prix de son pigment, aussi appelé outremer français, ne dépasse pas huit cents francs par kilogramme, alors qu'au même moment le lapis-lazuli coûtait entre six et dix mille francs par kilogramme,. Un mois plus tard, le chimiste allemand Christian Gottlieb Gmelin, professeur de chimie à l'université de Tübingen, publie ses travaux, basés sur les résultats d'analyse de Nicholas Clément et de Charles Desormes.

#### Procédé de fabrication
La technique consiste à chauffer à plusieurs centaines de degrés un mélange d'argile, de soude caustique (pour l'apport de sodium) et de charbon. Nicolas Clément industrialise lui-même le procédé Guimet dans son usine de Verberie, et la réputation du bleu Guimet devient mondiale par son utilisation dans les peintures, l’azurage du papier et du linge, la fabrication de papiers peints, encres d’imprimerie, cuirs, revêtements de sols, ciments, caoutchoucs, matières plastiques, savons, apprêts, cachets et onguents contre les affections respiratoires et toutes couleurs pour artistes.

#### Utilisation
L'outremer de synthèse est populaire parmi les artistes du XXe siècle, en particulier Yves Klein et Wassily Kandinsky.

## Violet d'outremer

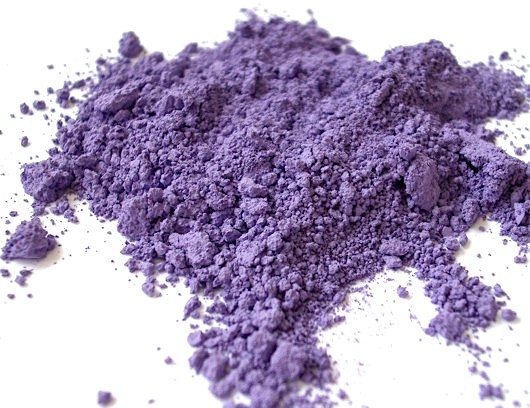
Poudre violet d'outremer.

Le violet d'outremer (PV15), peu courant, est un silico-aluminate de sodium, sulfuré ou non selon les fabricants.